# Benoitia
Benoitia es un género de arañas araneomorfas pertenecientes a la familia Agelenidae. Se encuentra en África y Eurasia.

## Especies
Según The World Spider Catalog 12.0:
- Benoitia agraulosa (Wang & Wang, 1991)
- Benoitia bornemiszai (Caporiacco, 1947)
- Benoitia deserticola (Simon, 1910)
- Benoitia lepida (O. Pickard-Cambridge, 1876)
- Benoitia ocellata (Pocock, 1900)
- Benoitia raymondeae (Lessert, 1915)
- Benoitia rhodesiae (Pocock, 1901)
- Benoitia timida (Audouin, 1826)
- Benoitia upembana (Roewer, 1955)